# Injustice 2
Injustice 2 est un jeu vidéo de combat en deux dimensions développé par NetherRealm Studios et édité par Warner Bros. Interactive Entertainment, sorti le 16 mai 2017 sur Xbox One et PlayStation 4. Un portage sur PC a été établie par le studio QLOC, sorti le 14 novembre 2017, le 29 mars 2018 marque la sortie de la Legendary Édition du jeu sur Xbox One, PlayStation 4 et PC. Il existe également une version différente sur iPhone, iPod touch, iPad et Android. Il s'agit de la suite du jeu Injustice : Les dieux sont parmi nous.

## Résumé
Des années auparavant sur Krypton, Kara Zor-El, adolescente, assiste impuissante à l'invasion de sa planète par des androïdes et l'extraction des villes par un énorme vaisseau spatial. Sa mère se sacrifie pour qu'elle fuie la planète avant sa destruction, en même temps que Kal-El, alors nourrisson. Les deux navettes quittent Krypton en même temps, mais l'explosion de la planète endommage la navette de Kara, qui dérive dans l'espace...
Cinq ans après la défaite de Superman, Batman et ses alliés tentent depuis de réparer les dégâts causés par le Régime de Superman. Cependant, une nouvelle faction ennemie émerge : la Société, composée de super-vilains dirigés par Gorilla Grodd, qui cherche à combler le vide laissé par Superman. Ayant perdu de nombreux alliés, tués ou corrompus par le Régime, Batman est contraint de monter une nouvelle équipe pour y faire face. Il envoie Black Canary, un Green Arrow d'une Terre alternative (l'original ayant été tué par Superman avant les événements de Injustice), et Harley Quinn pour les combattre à Gorilla City, où le Doctor Fate prévient Arrow et Canary d'une nouvelle menace s'approchant de la Terre. Après avoir vaincu Grodd, le couple est enlevé par Brainiac, le véritable cerveau derrière la Société. Après avoir collecté et détruit Krypton plusieurs années auparavant, il avait dans l'intention de récupérer Superman, le survivant kryptonien, mais a nourri le nouvel intérêt d'ajouter la Terre à sa collection. Alors que Brainiac prend le contrôle de l'Œil, le système de télécommunication planétaire de Batman, ce dernier cherche d'autres alliés pour le combattre, mais refuse l'aide de Superman, enfermé dans sa prison irradiée de rayons solaires rouges.
Catwoman, l'agent double de Batman dans la Société, libère Harley et les deux fuient Gorilla City. Flash et Hal Jordan (redevenu Green Lantern) tous deux en quête de rédemption, se retrouvent et se rallient à Batman, qui envoie Green Lantern à Atlantis pour quérir le soutien d'Aquaman. Ce dernier refuse de prime abord, mais finit par accepter après que Brainiac a attaqué son royaume par le biais d'Atrocitus. Pendant ce temps, Black Adam et Wonder Woman, cachés à Kahndaq, s'occupent de Kara, alias Supergirl, récemment arrivée sur Terre, et travaillent secrètement à restaurer le Régime. Lorsqu'ils voient les forces armées de Brainiac attaquer la planète, ils tentent une percée dans la prison de Superman, puis affrontent Firestorm et Blue Beetle pour le libérer. Batman, comprenant qu'il ne peut combattre Brainiac sans aide, décide alors de libérer Superman, et une trêve est établie le temps d'éliminer la menace.
Cyborg, Catwoman et Harley Quinn retournent à la Batcave pour reprendre le contrôle de l'Œil (affrontant Poison Ivy, Bane et Grid au passage) et ainsi coordonner les opérations de secours aux civils. Wonder Woman emmène Supergirl à Metropolis, et dévie ouvertement du plan de Batman. Lorsqu'elle est sur le point de tuer Cheetah et Harley Quinn, Supergirl l'arrête, puis se dirige vers la Forteresse de Solitude pour confronter Superman sur les actions de Diana, et apprend la vérité sur le régime de terreur instauré par son cousin. Après avoir collecté plusieurs villes autour du globe, Brainiac décide alors de détruire la planète. L'alliance tente de détruire le vaisseau-mère de Brainiac, mais ses boucliers défont aisément les héros, incapacitant même les deux Kryptoniens, et le vaisseau semble désintégrer Superman dans un énorme rayon chargé. Après l'ultimatum laissé par Brainiac (lui remettre Supergirl ou détruire la planète dans une heure), l'alliance concocte un plan pour affaiblir le vaisseau-mère en utilisant le trident d'Aquaman pour canaliser la foudre magique du Rocher d'Eternité.
À Kahndaq, Gorilla Grodd s'attaque à Black Adam et Aquaman avec Canary, Arrow et Blue Beetle sous son contrôle mental, mais est finalement tué par Aquaman. Le duo réussit à affaiblir suffisamment le vaisseau pour permettre à Batman et Supergirl d'y pénétrer. Les deux sont capturés, mais Batman est sauvé par Superman, qui n'avait été que téléporté dans le vaisseau-mère. Les deux amis d'autrefois s'allient et affrontent successivement Firestorm et Swamp Thing manipulés mentalement, puis un Dr Fate soumis à Brainiac par les Seigneurs de l'Ordre. Ce dernier est vaincu et son casque est brisé, annulant l’influence des Seigneurs. Il est tué quelques instants plus tard par un tentacule de Brainiac, qui sera difficilement maîtrisé par le duo de justiciers. Superman décide de prendre le contrôle mental du vaisseau pour l'empêcher de détruire la planète et restaurer les villes extraites. Il parvient à en restaurer la majorité, mais à cause des dégâts du vaisseau, Metropolis et Coast City semblent définitivement perdues.
La fragile trêve prend fin au moment de déterminer le sort à réserver à Brainiac : Batman, Flash, Green Lantern et Supergirl veulent l'épargner pour restaurer toutes les villes, mais Superman, Wonder Woman, Black Adam et Aquaman veulent éliminer définitivement la menace et prendre le contrôle de la technologie du vaisseau pour asseoir le pouvoir du Régime. Alors que la situation est extrêmement tendue, Batman attaque Superman avec une lame de kryptonite dorée, et une bagarre générale éclate. Batman et Superman battent aisément les alliés de leurs camps ennemis respectifs avant de s'affronter une bonne fois pour toutes dans la Batcave. L'issue du combat final change en fonction du choix du joueur quant au camp à rallier.
- Si le joueur choisit le camp de Superman, ce dernier affronte Green Lantern, Flash et Supergirl, puis Batman équipé d'une armure de kryptonite verte, et le bat. Il tue Brainiac, se lie mentalement à son vaisseau et entreprend de rétablir le Régime sur Terre avec l'aide des prisonniers de Brainiac. Il offre à Supergirl, enfermée dans son ancienne prison, une chance de rejoindre ses rangs, lui annonçant avoir restauré les villes manquantes ainsi que la paix globale. Alors qu'elle refuse en bloc, Superman lui présente Batman, contrôlé mentalement et lui dit qu'elle se rangera de son côté, d'une manière ou d'une autre.

- Si le joueur choisit le camp de Batman, ce dernier affronte et vainc Aquaman, Black Adam et Wonder Woman. Lors de la confrontation finale, il bat Superman, le maîtrise avec des menottes en kryptonite et le bannit dans la Zone Fantôme. Batman décide alors de créer une nouvelle Ligue des Justiciers avec ses alliés, et offre une place de choix à Supergirl.

## Personnages

### Jeu de base
| Personnage    | Véritable identité | Voix américaine, | Voix française          |               | Personnage               | Véritable identité | Voix américaine,               | Voix française |
| Aquaman       | Arthur Curry       | Phil LaMarr      | Cyrille Monge           | Firestorm     | Jason Rusch Martin Stein | Ogie Banks         | Elias Changuel Philippe Dumond |                |
| Batman        | Bruce Wayne        | Kevin Conroy     | Adrien Antoine          | Harley Quinn  | Harleen Quinzel          | Tara Strong        | Valérie Siclay                 |                |
| Flash         | Barry Allen        | Taliesin Jaffe   | Pierre Tessier          | Atrocitus     | Atros                    | Ike Amadi          | Frédéric Souterelle            |                |
| Superman      | Clark Kent /Kal-El | George Newbern   | Antoine Tomé            | Deadshot      | Floyd Lawton             | Matthew Mercer     | Franck Lorrain                 |                |
| Wonder Woman  | Diana Prince       | Susan Eisenberg  | Marie-Frédérique Habert | Gorilla Grodd | Gorilla Grodd            | Charles Halford    | Patrick Béthune                |                |
| Supergirl     | Kara Zor-El        | Laura Bailey     | Zina Khakhoulia         | Bane          | Bane                     | Fred Tatasciore    | Jérémie Covillault             |                |
| Blue Beetle   | Jaime Reyes        | Antony Del Rio   | Benjamin Bollen         | Poison Ivy    | Pamela Isley             | Tasia Valenza      | Malvina Germain                |                |
| Green Lantern | Hal Jordan         | Steven Blum      | Thierry Desroses        | Brainiac      | Vril Dox                 | Jeffrey Combs      | Lionel Tua                     |                |
| Robin         | Damian Wayne       | Scott Porter     | Bruno Méyère            | Cheetah       | Barbara Ann Minerva      | Erica Luttrell     | Malvina Germain                |                |
| Black Canary  | Dinah Lance        | Vanessa Marshall | Agnès Manoury           | Catwoman      | Selina Kyle              | Grey DeLisle       | Agnès Manoury                  |                |
| Swamp Thing   | Alec Holland       | Fred Tatasciore  | Antoine Tomé            | Black Adam    | Teh-Adam                 | Joey Naber         | Pierre Tessier                 |                |
| Cyborg        | Victor Stone       | Khary Payton     | Daniel Lobé             | Captain Cold  | Leonard Snart            | C. Thomas Howell   | Pascal Germain                 |                |
| Dr Fate       | Kent Nelson        | David Sobolov    | Philippe Dumond         | L’Épouvantail | Jonathan Crane           | Robert Englund     | Vincent Violette               |                |
| Green Arrow   | Oliver Queen       | Alan Tudyk       | Cyrille Monge           | Le Joker      | Inconnu                  | Richard Epcar      | Stéphane Ronchewski            |                |

### Personnages ajoutés
| Personnage    | Véritable identité                      | Voix américaine,                                | Voix française                                               |
| ------------- | --------------------------------------- | ----------------------------------------------- | ------------------------------------------------------------ |
| Darkseid      | Uxas                                    | Michael Leon Wooley                             | Thierry Murzeau                                              |
| Black Manta   | David                                   | Ogie Banks                                      |                                                              |
| Enchanteresse | June Moone                              | Brandy Kopp                                     |                                                              |
| Sub-Zero      | Kuai Liang                              | Steven Blum                                     | Jérémie Covillault                                           |
| Raiden        | Raiden                                  | Richard Epcar                                   | Serge Thiriet                                                |
| Red Hood      | Jason Todd                              | Cameron Bowen                                   | Raphaël Cohen                                                |
| Starfire      | Koriand’r                               | Kari Wahlgren                                   | Karine Foviau                                                |
| Hellboy       | Anung Un Rama                           | Bruce Barker                                    |                                                              |
| Atom          | Ryan Choi                               | Matt Yang King                                  | Olivier Cordina                                              |
| Tortues Ninja | Leonardo Donatello Michelangelo Raphael | Corey Krueger Joe Brogie Ryan Cooper Ben Rausch | Stephane Marais Nathanel Alimi Bruno Meyère Frédéric Popovic |

### Apparences alternatives
En janvier 2017, NetherRealm Studios annonce que des apparences alternatives sont prévues sous forme de contenu téléchargeable supplémentaire. Par exemple, il est donc possible d'incarner Reverse Flash avec Flash. Outre le changement d'apparence, la voix du personnage de base est modifiée et les lignes de dialogues varient selon les adversaires et l'apparence choisie.
| Personnage      | Véritable identité       | Apparence alternative de | Voix américaine,    | Voix française        |
| --------------- | ------------------------ | ------------------------ | ------------------- | --------------------- |
| Reverse Flash   | Eobard Thawne            | Flash                    | Liam O'Brien        | Marc Bretonnière      |
| Power Girl      | Kara Zor-EL, Karen Starr | Supergirl                | Sara Cravens        | Isabelle Volpé        |
| John Stewart    | John Stewart             | Green Lantern            | Phil LaMarr         | Michel Vigné          |
| Grid            | Grid                     | Cyborg                   | Khary Payton        |                       |
| Jay Garrick     | Jay Garrick              | Flash                    | Travis Willingham   | Paul Borne            |
| Mr Freeze       | Victor Fries             | Captain Cold             | Jim Pirri           | Jean-François Vlérick |
| Vixen           | Mari McCabe              | Cheetah                  | Megalyn Echikunwoke |                       |
| Bizarro         | Kent Clark, El-Kal       | Superman                 | Patrick Seitz       | Paul Borne            |
| Black Lightning | Jefferson Pierce         | Raiden                   | Ogie Banks          | Pierre Alam           |
| Bruce Wayne     | Bruce Wayne              | Batman                   | Kevin Conroy        | Adrien Antoine        |

## Développement
La première bande-annonce du jeu, diffusée le 8 juin 2016, révèle la présence dans le jeu de Batman, Superman, Flash, Aquaman, Supergirl,,,,, Gorilla Grodd et Atrocitus. Une seconde vidéo confirme également la présence de Wonder Woman et de Blue Beetle.

## Accueil

### Ventes
Selon le site VG Chartz, qui fournit des estimations de ventes de jeux vidéo, Injustice 2 s'est écoulé à 1,64 million d'exemplaires sur PlayStation 4 et 0,83 million sur Xbox One. Steam Spy propose une estimation du nombre de possesseurs du jeu sur la plate-forme Steam située entre un million et deux millions.
La version iOS du jeu, quant à elle, franchit les 10 millions de téléchargements en janvier 2019. Il en est de même pour la version Android selon les indications de Google Play à cette date.